# Phoenix Mercury 1998
La stagione 1998 delle Phoenix Mercury fu la 2ª nella WNBA per la franchigia.
Le Phoenix Mercury arrivarono seconde nella Western Conference con un record di 19-12. Nei play-off vinsero la semifinale con le Cleveland Rockers (2-1), perdendo poi la finale con le Houston Comets (2-1).

## Roster
| N° | Naz.                   | Ruolo | Sportivo         | Anno | Alt. | Peso |
| -- | ---------------------- | ----- | ---------------- | ---- | ---- | ---- |
| 0  | Stati Uniti (bandiera) | A     | Toni Foster      | 1971 | 185  | 79   |
| 4  | Australia (bandiera)   | G     | Kristi Harrower  | 1975 | 165  | 59   |
| 7  | Australia (bandiera)   | G     | Michele Timms    | 1965 | 170  | 60   |
| 8  | Russia (bandiera)      | C     | Marija Stepanova | 1979 | 203  | 85   |
| 11 | Stati Uniti (bandiera) | AC    | Pauline Jordan   | 1968 | 191  | 93   |
| 12 | Australia (bandiera)   | A     | Michelle Brogan  | 1973 | 185  | 80   |
| 13 | Stati Uniti (bandiera) | A     | Brandy Reed      | 1977 | 185  | 76   |
| 14 | Germania (bandiera)    | C     | Marlies Askamp   | 1970 | 196  | 90   |
| 15 | Slovacchia (bandiera)  | G     | Andrea Kuklová   | 1971 | 183  | 68   |
| 21 | Stati Uniti (bandiera) | GA    | Umeki Webb       | 1975 | 178  | 73   |
| 22 | Stati Uniti (bandiera) | A     | Jennifer Gillom  | 1964 | 191  | 79   |
| 24 | Giappone (bandiera)    | G     | Mikiko Hagiwara  | 1970 | 175  | 73   |
| 32 | Stati Uniti (bandiera) | G     | Bridget Pettis   | 1971 | 175  | 68   |

## Staff tecnico
- Allenatore: Cheryl Miller
- Vice-allenatori: Kathy Anderson, Ernie Carr, Carrie Graf
- Preparatore atletico: Carolyn Griffiths